# Una vita alla rovescia
Una vita alla rovescia (Le monde à l'envers) è un film del 1998, diretto da Rolando Colla.